# Gouvernement Fico II
République slovaque
Radičová Fico III
Le gouvernement Fico II (en slovaque : Druhá vláda Roberta Fica) est le gouvernement de la République slovaque entre le 4 avril 2012 et le 23 mars 2016, durant la sixième législature du Conseil national

## Coalition et historique
Dirigé par l'ancien président du gouvernement social-démocrate Robert Fico, ce gouvernement est constitué et soutenu par la seule Direction - Social-démocratie (SMER-SD). Il dispose de 83 députés sur 150, soit 55,3 % des sièges du Conseil national.
Il est formé à la suite des élections législatives anticipées du 10 mars 2012 et succède au gouvernement de la libérale-conservatrice Iveta Radičová, formé par une alliance entre l'Union démocrate et chrétienne slovaque - Parti démocrate (SDKÚ-DS), Liberté et Solidarité (SaS), le Mouvement chrétien-démocrate (KDH) et MOST-HÍD. SaS ayant refusé de voter en faveur du projet de renforcement du Fonds européen de stabilité financière (EFSF), Radičová négocie le ralliement de la SMER-SD en échange d'élections anticipées. Lors de ce scrutin, les sociaux-démocrates remportent à eux seuls la majorité absolue.
Ayant perdu cette majorité aux élections de 2016, Fico s'associe avec trois autres partis et constitue son troisième cabinet,,.

## Composition

### Initiale (4 avril 2012)
| Portefeuille                                                              | Nom | Nom                                    | Parti   |
| ------------------------------------------------------------------------- | --- | -------------------------------------- | ------- |
| Président du gouvernement                                                 |     | Robert Fico                            | SMER-SD |
| Vice-président du gouvernement Chargé des Investissements                 |     | Ľubomír Vážny (à partir du 26/11/2012) | SMER-SD |
| Vice-président du gouvernement Ministre de l'Intérieur                    |     | Robert Kaliňák                         | SMER-SD |
| Vice-président du gouvernement Ministre des Finances                      |     | Peter Kažimír                          | SMER-SD |
| Vice-président du gouvernement Ministre des Affaires étrangères           |     | Miroslav Lajčák                        | Sans    |
| Ministre de l'Économie                                                    |     | Tomáš Malatinský                       | Sans    |
| Ministre des Transports, des Travaux publics et du Développement régional |     | Ján Počiatek                           | SMER-SD |
| Ministre de l'Agriculture et du Développement rural                       |     | Ľubomír Jahnátek                       | SMER-SD |
| Ministre de la Défense                                                    |     | Martin Glváč                           | SMER-SD |
| Ministre de la Justice                                                    |     | Tomáš Borec                            | Sans    |
| Ministre du Travail, des Affaires sociales et de la Famille               |     | Ján Richter                            | SMER-SD |
| Ministre de l'Éducation, de la Science, de la Recherche et des Sports     |     | Dušan Čaplovič                         | SMER-SD |
| Ministre de la Culture                                                    |     | Marek Maďarič                          | SMER-SD |
| Ministre de la Santé                                                      |     | Zuzana Zvolenská                       | Aucun   |
| Ministre de l'Environnement                                               |     | Peter Žiga                             | SMER-SD |

### Remaniement du3 juillet 2014
- Les nouveaux ministres sont indiqués en gras, ceux ayant changé d'attributions en italique.

| Portefeuille                                                              | Nom | Nom                                    | Parti   |
| ------------------------------------------------------------------------- | --- | -------------------------------------- | ------- |
| Président du gouvernement                                                 |     | Robert Fico                            | SMER-SD |
| Vice-président du gouvernement Chargé des Investissements                 |     | Ľubomír Vážny                          | SMER-SD |
| Vice-président du gouvernement Ministre de l'Intérieur                    |     | Robert Kaliňák                         | SMER-SD |
| Vice-président du gouvernement Ministre des Finances                      |     | Peter Kažimír                          | SMER-SD |
| Vice-président du gouvernement Ministre des Affaires étrangères           |     | Miroslav Lajčák                        | Sans    |
| Ministre de l'Économie                                                    |     | Pavol Pavlis                           | SMER-SD |
| Ministre des Transports, des Travaux publics et du Développement régional |     | Ján Počiatek                           | SMER-SD |
| Ministre de l'Agriculture et du Développement rural                       |     | Ľubomír Jahnátek                       | SMER-SD |
| Ministre de la Défense                                                    |     | Martin Glváč                           | SMER-SD |
| Ministre de la Justice                                                    |     | Tomáš Borec                            | Sans    |
| Ministre du Travail, des Affaires sociales et de la Famille               |     | Ján Richter                            | SMER-SD |
| Ministre de l'Éducation, de la Science, de la Recherche et des Sports     |     | Peter Pellegrini (jusqu'au 25/11/2014) | SMER-SD |
| Ministre de l'Éducation, de la Science, de la Recherche et des Sports     |     | Juraj Draxler                          | Sans    |
| Ministre de la Culture                                                    |     | Marek Maďarič                          | SMER-SD |
| Ministre de la Santé                                                      |     | Zuzana Zvolenská (jusqu'au 06/11/2014) | Aucun   |
| Ministre de la Santé                                                      |     | Viliam Čislák                          | SMER-SD |
| Ministre de l'Environnement                                               |     | Peter Žiga                             | SMER-SD |